# Licca-chan
Licca-chan (リカちゃん Rika-chan), tên đầy đủ Licca Kayama (香山リカ Kayama Rika), là một loại búp bê thay quần áo nổi tiếng nhất tại Nhật Bản,được giới thiệu vào ngày 4 tháng 7 năm 1967,có cấu tạo gần giống loạt búp bê Barbie tại Mỹ.Cơ thể của búp bê này có xu hướng theo kiểu Nhật.Hãng đồ chơi Takara đã bán được hơn 48 triệu con vào năm 2002[2],và hơn 53 triệu vào năm 2007[2].Licca-chan được ra đời bởi họa sĩ shoujo  Miyako Maki, vợ của Leiji Matsumoto.

Licca-chan logo.

Takara đã dựng nên một câu chuyện lớn về Licca-chan, bao gồm cả tuổi tác (cô bé Licca-chan 11 tuổi),nghề nghiệp và tên tuổi là của bố mẹ cô bé.Ngoài ra Licca rất thích truyện Anne of Green Gables và A Little Princess.Licca còn rất thích truyện tranh Doraemon.
Hãng ghi âm Rough Trade đã hợp tác với Takara để cho ra Street Licca vào cuối những năm 90,là một DJ mang một chiếc ba lô của hãng Rough Trade và một cô búp bê nhỏ cỡ LP.Cùng vớiUrsula 1000,hãng Giants và Spearmints,Licca mang đôi giày chạy hiệu Converse,quần lông dài màu xám, tóc vàng ngắn và đội mũ trùm đầu. Loại búp bê này chỉ được bán thông qua hãng Rough Trade và được bán với giá rất cao.Street Licca đã trở thành loại búp bê indie rock điển hình.
Năm 2001,loại búp bê người lớn cùng với bức poster có thể gửi cho hãng Takara để đổi lấy một búp bê baby.Búp bê dạng những em bé từ những tiêu chuẩn về sự cân xứng.Có loại búp bê dành riêng cho hoàng tử của Nhật Bản,Naruhito và công chúa Massako,sau đó cũng đã được giảm giá để có thể bán được.Từ đó, bao gồm cả Sự xuất phát của Licca,được phát hành ngay trước đợt kỉ niệm lần thứ 40 vào năm 2007.
Licca-chan cũng đã được mô phỏng theo trò chơi điện tử do hãng Nintendo DS phát hành vào ngày 27 tháng 9 năm 2007. Bộ trò chơi này sau đó cũng được phát hành tại Mỹ vào ngày 14 tháng 10 năm 2008 với tên gọi 'Lovely Lisa'.

## Tin đồn
Trước kia búp bê Licca được nhiều người nói rằng nó đặt tên theo Jun Shibuki, một vũ nữ Takarazuka, có một nickname Rika cũng từ con búp bê mà ra.

## Khác
- Super Doll Licca-chan (anime TV series)
- Jenny
- Asian fashion doll